# Winston Smith
Winston Smith – główna postać książki Rok 1984, autorstwa George’a Orwella. Smith, nazwisko bardzo popularne w Wielkiej Brytanii – symbolizuje przeciętność.
Winston Smith jest obywatelem Oceanii, totalitarnego państwa rządzonego przez Wielkiego Brata – personifikację Partii, którą kieruje ideologia angielskiego socjalizmu. Winston mieszka w zrujnowanym Londynie. Jako członek Zewnętrznej Partii, pracował w Departamencie Archiwów Ministerstwa Prawdy, prowadząc korektę przeszłości w archiwalnych wydaniach czasopism. Jego praca sprowadzała się głównie do usuwania wzmianek o ewaporowanych oraz korygowania „błędnych” prognoz partii, tak by zgadzały się z aktualną rzeczywistością. Swoją pracą realizuje jedną z dewiz Partii Kto rządzi przeszłością, w tego rękach jest przyszłość; kto rządzi teraźniejszością, w tego rękach jest przeszłość.
Pomimo że Winston jest głównym bohaterem opowieści, o jego korzeniach wiemy bardzo niewiele. Ojciec, nieznany z imienia, zniknął bardzo wcześnie, pochłonięty przez czystki lat 50. Gdy miał 10 lub 11 lat stracił matkę. Matka wraz z siostrą (także bezimienne) zniknęły w chwili gdy ukradłszy chorej siostrze kawałek czekolady błąkał się po ulicach. Powróciwszy do domu nikogo nie zastał (nie wiadomo co się z nimi stało, gdy Winston siedzi w więzieniu spotyka kobietę, która jak sam przyznaje mogłaby być jego matką – wynikałoby z tego, że trafiła do obozu. O siostrze nie wiadomo nic pewnego; mogła trafić do obozu, do kolonii dla bezdomnych dzieci, lub zostać porzucona, by umarła), sam trafił do obozu dla bezdomnych dzieci. Wiadomo też, że był żonaty z niejaką Katherine, kobietą całkowicie oddaną partii. Żona opuściła go, gdy nie udało się im począć nowego członka partii. Podczas śledztwa wmówiono Smithowi, że ją zamordował.
Sfrustrowany ponurą codziennością, samotnością wśród podłej jakości jedzenia i używek, wszechobecnego brudu i niedostatku wszelkich dóbr (żyletki były towarem luksusowym), rozpoczął pisanie pamiętnika, w którym wyznaje przed sobą lub ewentualnym czytelnikiem, do jakich kłamstw jest zmuszany:
Do przyszłości czy przeszłości, do czasów, w których myśl jest wolna, w których ludzie różnią się między sobą i nie żyją samotnie – do czasów, w których istnieje prawda, a tego co się stało nie można zmienić. Z epoki identyczności, z epoki samotności, z epoki Wielkiego Brata, z epoki dwójmyślenia – pozdrawiam was!
Zafascynowany poszukiwaniem prawdziwej przeszłości odnalazł antykwariat pana Charringtona – jedno z niewielu miejsc, gdzie nie sięgało oko Wielkiego Brata. Tam mógł spotykać się nielegalnie z Julią, mechanikiem w Departamencie Literatury. Julia znała wiele sztuczek, jak ukryć popełniane myślozbrodnie i zdobywać prawdziwą kawę, herbatę, cukier... Winston fascynował się możliwym istnieniem Braterstwa – podziemnej organizacji wywrotowej. Szukając jej, ulegli prowokacji O’Briena, który przekazał im książkę: Teoria i praktyka oligarchicznego kolektywizmu. Wyjaśniała szczegółowo porządek panujący w całym świecie i jego przyczyny. Okazało się jednak, że Wielki Brat patrzył także na ich kryjówkę. Złapani przez Policję Myśli, uwięzieni w Ministerstwie Miłości zostali uleczeni. Stali się praworządnymi obywatelami Oceanii. Powieść kończy się wpojeniem Winstonowi odpowiednich idei, z jego umysłu wyczyszczono myśli o działaniu przeciw Wielkiemu Bratu:
Ale wszystko już było dobrze, wreszcie było dobrze; walka się skończyła. Odniósł zwycięstwo nad samym sobą. Kochał Wielkiego Brata.